# Holocentropus scissus
Holocentropus scissus is een fossiele soort schietmot uit de familie Polycentropodidae.